# Luigi Versiglia

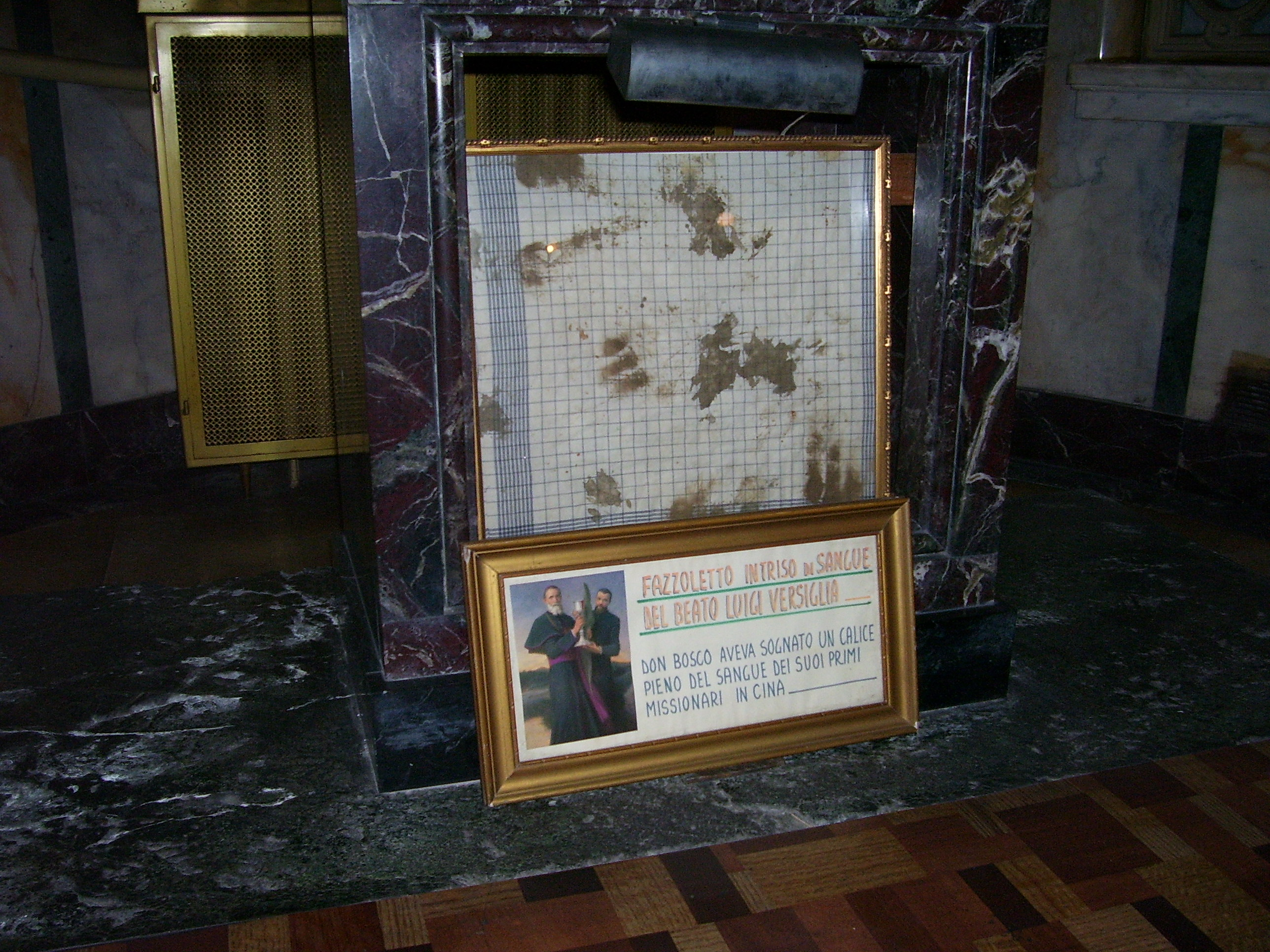
Toalha manchada com o sangue do santo, conservada na cripta da Basílica de Maria Auxiliadora (Turim).

São Luigi Versiglia SDB (Oliva Gessi, Pavia; 5 de Junho de 1873 — Li-Thau-Tseul, 25 de Fevereiro de 1930) foi um prelado, missionário, mártir e santo italiano da Igreja Católica Romana. Fundou e trabalhou em várias missões salesianas na província chinesa de Guangdong, tendo vivido em Macau, Zhongshan e Shaoguan. Foi assassinado na China, a caminho de Lianzhou, em conjunto com o também missionário salesiano São Callisto Caravario.

## Biografia
Partiu de Oliva Gessi para Turim a 16 de Setembro de 1885, com apenas 12 anos de idade, para estudar com os salesianos de Don Bosco, com a intenção de ingressar na universidade para ser veterinário. Permanece com São João Bosco durante dois anos e meio, período em que aquele era seu confessor.
Poucos dias depois da morte de São João Bosco, a 11 de Março de 1888, Luigi assistiu na Basílica de Maria Auxiliadora à imposição do crucifixo a sete missionários que partiam para as missões. Foi então que decidiu renunciar à sua carreira de veterinário e tornar-se salesiano para ser missionário. Entrou para o noviciado em Foglizzo nesse mesmo ano, sendo enviado pouco depois para a Pontifícia Universidade Gregoriana de Roma onde estudou filosofia. Por esse tempo realizou uma intensa actividade pastoral no oratório do Sagrado Coração. Obtém a licenciatura em 1893 e regressou a Foglizzo como assistente e professor dos noviços. A 21 de Dezembro de 1895 recebeu a ordenação sacerdotal.
Miguel Rua, primeiro sucessor de São João Bosco, decidiu abrir um noviciado em Genzano, perto de Roma, e que Luigi Versiglia seria o director e mestre do novo noviciado. Apesar de não estar muito à vontade no seu novo cargo, Luigi aceitou e permaneceu 9 anos em Genzano.

### Missão na China
Em 1905, Luigi estudou vários idiomas para poder partir como missionário. A 19 de Janeiro de 1906, saiu de Itália a primeira expedição de missionários salesianos com destino a Macau, liderada por ele. O Bispo de Macau, D. João Paulino de Azevedo e Castro, acolheu calorosamente a chegada dos salesianos, entregando-lhes em 1906 a direcção do Orfanato da Imaculada Conceição, que albergaria um máximo de 55 rapazes. Este orfanato tornou-se no Instituto Salesiano. Em 1910, quando o bispo os mudou para uma residência maior, como agradecimento pelo seu trabalho, estalaram as lutas entre a Igreja Católica e a recém-implantada Primeira República Portuguesa, que impôs um regime anticlerical em Portugal e nos seus territórios do Ultramar. As autoridades de Macau, apesar de não terem razões objectivas para tal, são obrigadas a expulsar os salesianos e demais ordens religiosas. A 29 de Novembro de 1910, os salesianos são obrigados a mudarem-se para Hong Kong.
Naquela altura, a Diocese de Macau não só compreendia a colónia portuguesa homónima, mas também uma extensa região do interior da província chinesa de Guangdong. Por isso, o Bispo de Macau confiou aos salesianos um orfanato no distrito de Heung Shan, que estava sob jurisdição eclesiástica da diocese de Macau. Os salesianos chegaram a Heung Chow (ou Xiangzhou), a 18 de Maio de 1911, onde foram recebidos por dois ex-alunos do Instituto Salesiano e por uma grande multidão em festa. A 10 de Outubro, uma monção causou sérios danos à residência de Heung Chow. Até 1912, os salesianos de Luigi Versiglia conseguiram estabelecer em Heung Shan (ou Xiangshan ou Zhongshan) quatro residências missionárias, localizadas em Xiangzhou (ou Heung Chow), em Nang Hang (na ilha da Lapa), na ilha de Doumen e em Shek Ki.
Em 1912, chegaram novos reforços da Europa e Luigi Versiglia decidiu distribuir os seus homens pelas quatro residências missionárias. Luigi dividiu o seu tempo entre Macau e a sua missão chinesa de Heung Shan, adjacente ao Rio das Pérolas. Em 1916, Luigi transformou o Instituto Salesiano numa obra de maior dimensão, com grandes camaratas, oficinas de calçado e alfaiataria, laboratórios modernos, uma tipografia, um grande pátio para recreação e uma escola de comércio. O Instituto Salesiano passou a ter capacidade para 200 alunos.
Em 1918, os salesianos começaram a trabalhar também em Shaozhou (ou Shiu Chow), que é a região mais setentrional de Guangdong e que ficava fora da Diocese de Macau, pelo que o padre Luigi viu triplicado o seu trabalho. Em 1920, o território missionário salesiano de Shaozhou foi elevado a Vicariato Apostólico, cujo primeiro bispo (ou vigário apostólico) foi precisamente Luigi Versiglia, que foi sagrado a 9 de Janeiro de 1921. Em 1922, monsenhor Versiglia faz uma visita a Itália, onde Callisto Caravario se ofereceu para ajudar no seu labor missionário na China.
No Verão de 1926, começaram a surgir perseguições e queixas contra o Cristianismo e os estrangeiros em Shiu Chow. No ano seguinte, colocaram no Colégio Dom Bosco dois manifestos em tela, nos quais se incitavam os alunos a deixar a escola cristã, acompanhados de insultos contra os estrangeiros. A 13 de Dezembro de 1927, os protestos radicalizaram-se, com o incêndio de todas as igrejas e missões de Shiw Chow. Nos anos seguintes, devido à crescente propaganda anti-ocidental e anti-cristã e à guerra civil chinesa entre o Kuomintang e o Partido Comunista Chinês, o ambiente tornou-se cada vez mais hostil e complicado.
A 24 de Fevereiro de 1930, Luigi Versiglia partiu com o padre Callisto Caravario e com dois jovens professores e três alunas do Colégio Dom Bosco para Linchow (ou Lianzhou), para realizar trabalho pastoral na missão salesiana existente naquela povoação e liderada por Callisto Caravario. No dia seguinte, durante a viagem, foram apresados por piratas e bandoleiros que exigiram o pagamento de um resgate para os deixarem prosseguir. O padre Caravario e monsenhor Versiglia tentaram proteger as jovens que viajavam com eles, para que os bandoleiros não se aproveitassem delas. Os bandidos chineses, influenciados pela propaganda comunista anti-cristã e anti-ocidental, espancaram os dois missionários salesianos, obrigaram-lhes a abandonar o barco e levaram-nos para uma mata perto da aldeia de Li-Thau-Tseul. Lá, os bandidos, depois de afirmarem que queriam destruir os "diabos estrangeiros e as suas religiões", abateram os salesianos a tiro no dia 25 de Fevereiro de 1930.
Em 1976, o Papa Paulo VI declarou Luigi Versiglia e Callisto Caravario como mártires da Igreja Católica. Foram beatificados no dia 15 de Maio de 1983 pelo Papa João Paulo II. No dia 1 de Outubro de 2000, foram canonizados pelo Papa João Paulo II, juntamente com os outros 118 mártires chineses.